# Municipio de Santa Cruz Acatepec
El municipio de Santa Cruz Acatepec es uno de los 570 municipios del estado mexicano de Oaxaca. Su cabecera es la localidad de Santa Cruz Acatepec.

## Geografía
El municipio de Santa Cruz Acatepec colinda al norte y al este con el municipio de Eloxochitlán de Flores Magón, al sur con los municipios de San Mateo Yoloxochitlán y San Lucas Zoquiápam, y al oeste con los municipios San Jerónimo Tecóatl y San Pedro Ocopetatillo.

## Localidades
El municipio de Santa Cruz Acatepec cuenta con cuatro localidades.
| Localidad           | Población (2020) |
| ------------------- | ---------------- |
| Santa Cruz Acatepec | 872              |
| Piedra Tendida      | 567              |
| Agua Peñafiel       | 197              |
| El Porvenir         | 9                |

## Gobierno
El municipio de Santa Cruz Acatepec se rige mediante el sistema de usos y costumbres.
| Presidente municipal         | Periodo   |
| ---------------------------- | --------- |
| Sergio Contreras Carrizosa   | 1996-1997 |
| Vicencio Gracida Hernández   | 1997-1998 |
| Ángel Gamboa Rodríguez       | 1999-2001 |
| Félix Andrade Pérez          | 2002-2004 |
| José Óscar Pérez Cabrera     | 2005-2007 |
| Martha Sara Pereda Hernández | 2008-2010 |
| Eduardo García Mendoza       | 2011-2013 |
| José Miguel Marín Vázquez    | 2014-2016 |
| Rigoberto García Pérez       | 2017-2019 |
| Joél Zaragoza Carrera        | 2020-2022 |